# Май 2015 года

Список событий мая 2015 года.

## События
- 1 мая
  - В Милане (Италия) начала работу международная выставка EXPO-2015[1].
  - В Праге и Остраве (Чехия) открыт 79-й чемпионат мира по хоккею с шайбой[2].
- 3 мая
  - Парламентские выборы в непризнанной Нагорно-Карабахской Республике[3]. Победила правящая партия «Свободная Родина»[4].
  - В Нигерии военные освободили свыше 230 пленниц группировки «Боко харам»[5].
  - Город Мадисон стал первым в США городом, где законодательно запрещена дискриминация атеистов[6].
- 5 мая
  - Во Франции разгорелся скандал между основателем ультраправой партии «Национальный фронт» Жан-Мари Ле Пеном и его дочерью Марин, возглавляющей эту партию, в связи с намерением главы партии отправить своего отца Жан-Мари в отставку[7].
  - Комитет Европарламента по иностранным делам одобрил резолюцию об ужесточении антироссийских санкций и предоставлении Украине оборонительных вооружений, в случае если Россия не будет в полном объёме выполнять требования Минских соглашений о прекращении огня в Донбассе и не вернёт Крым Украине[8].

- 6 мая
  - В Минске состоялись переговоры контактной группы по урегулированию на Украине и первые встречи рабочих групп по конкретным направлениям[9].
  - В донных осадках Атлантического океана найден микроорганизм Lokiarchaeota из надцарства архей, заполняющий брешь между прокариотами и эукариотами[10][11].
  - В Москве на Болотной набережной задержаны десятки граждан, пришедших сюда в третью годовщину крупной протестной акции «За честные выборы» 6 мая 2012 года[12][13][14].
- 7 мая
  - Парламентские выборы в Великобритании[15]. Победу одержала правящая Консервативная партия[16].
  - В КНДР начал работу первый интернет-магазин[17].
- 8 мая
  - Кыргызстан присоединился к Евразийскому экономическому союзу[18].
  - Сотрудники организации «Врачи без границ» констатировали окончание 42-дневного периода без заражений вирусом Эбола в Либерии, что, по их мнению, означает конец эпидемии на территории страны[19].
- 9 мая
  - В Москве прошёл праздничный парад, посвящённый 70-й годовщине со дня окончания Великой Отечественной войны[20].
  - Открылась 56-я Венецианская биеннале[21].
  - Каирский суд приговорил бывшего президента Египта Хосни Мубарака и двух его сыновей Аля и Гамаля к трем годам тюрьмы усиленного режима за преступления, связанные с коррупцией, однако через несколько дней Хосни Мубарак был освобождён из-под стражи, ему было зачтено время, проведённое в следственном изоляторе[22].
- 10 мая
  - Выборы президента Польши[23]. Во второй тур вышли президент Польши Бронислав Коморовский и кандидат от оппозиционной партии «Закон и справедливость» Анджей Дуда[24].
- 11 мая
  - На аукционе Кристис картина Пикассо «Алжирские женщины (Версия О)» стала самым дорогим произведением искусства, когда-либо продававшимся на торгах, а скульптура Альберто Джакометти «Указующий человек» стала самой дорогой статуей, когда-либо продававшейся на аукционе[25].
  - Парламентские выборы в Гайане. Победу одержала оппозиционная коалиция Партнерство за национальное единство и альянс за перемены во главе с Давидом Гранджером[26].
- 12 мая
  - В Москве прошла презентация доклада «Путин. Война», написанного по материалам Бориса Немцова соратниками убитого политика во главе с Ильёй Яшиным[27][28]. Начат сбор средств на печать доклада большим тиражом[29].
  - В Непале и Индии произошло повторное землетрясение магнитудой 7,4[30]. В Непале погибли 117 человек[31], ещё 1 926 пострадали[32]; в Индии погибли 17 человек[33], ещё один человек погиб на территории Китая[34].
  - Один из крупнейших американских телекоммуникационных операторов Verizon объявил о подписании соглашения о покупке интернет-компании AOL за 4,4 миллиарда долларов[35].
- 13 мая
  - В Бурунди провалилась попытка госпереворота[36].
  - В Соединённых Штатах произошла железнодорожная катастрофа, которая унесла жизни 8 человек. Поезд, следовавший из Вашингтона в Нью-Йорк, сошёл с рельсов в Филадельфии[37].
- 15 мая
  - Присяжные на процессе над Джохаром Царнаевым, признанным виновным во взрывах на марафоне в Бостоне в 2013 году, достигли единогласного решения о том, что он должен быть казнён[38].
- 16 мая
  - Египетский суд приговорил экс-президента Мухаммеда Мурси и ещё более 100 человек к высшей мере наказания[39].
- 17 мая
  - В Лас-Вегасе на церемонии награждения лауреатов премии журнала Billboard американская кантри-поп певица Тейлор Свифт получила 8 из 14 наград, в том числе самую престижную — «Артист года»[40].
  - Боевики террористической организации «Исламское государство» полностью захватили иракский город Эр-Рамади[41], фактически установив контроль над всей провинцией Анбар. Иракское правительство признало потерю[42].
  - Сборная Канады по хоккею с шайбой 25-й раз стала чемпионом мира, обыграв сборную России со счётом 6:1[43].
  - Каталонская «Барселона» в 23-й раз стала чемпионом Испании по футболу, обыграв мадридский «Атлетико»[44].
- 18 мая
  - В больнице Мумбаи после 42 лет пребывания в коме скончалась Аруна Шанбанг, жертва изнасилования, ставшая причиной ожесточённых дебатов о допустимости эвтаназии в Индии[45].
  - По результатам торгов индексы Dow Jones Industrial Average и S&P 500 достигли рекордных значений[46].
- 19 мая
  - Пожар в высотке в Баку (Азербайджан), погибли 15 человек[47].
- 21 мая
  - Боевики группировки «Исламское государство», ведущие боевые действия против сирийской армии, установили полный контроль над древним городом Пальмира — памятником всемирного наследия ЮНЕСКО[48].
- 22 мая
  - В городе Балтимор (США) большая коллегия присяжных[англ.] предъявила официальные обвинения всем шестерым полицейским, которых считают причастными к убийству афроамериканца Фредди Грея[49].
  - Президент России Владимир Путин подписал указ о преобразовании сегмента Интернета для органов власти, находящийся в ведении Федеральной службы охраны, в российский государственный сегмент. ФСО обеспечит передачу данных по защищенным каналам, с использованием шифровальных (криптографических) средств.[50].
  - В Ирландии прошёл референдум по двум поправкам к Конституции, одна из которых касалась легализации однополых браков. Ирландия стала первой страной в мире, в которой были легализованы однополые браки посредством референдума.
- 23 мая
  - В юбилейном 60-м песенном конкурсе Евровидение (Австрия) победу одержал Монс Сельмерлёв (Швеция) с песней «Heroes»[51].
- 24 мая
  - Второй тур выборов президента Польши[52]. Победу одержал Анджей Дуда[53].
  - Боевики группировки «Исламское государство» казнили 400 мирных жителей Пальмиры в Сирии, большинство убитых — женщины и дети[54].
  - «Золотой пальмовой ветвью» 68-й Каннского кинофестиваля награждён французский фильм «Дипан» режиссёра Жака Одиара[55].
  - Нико Росберг одержал третью победу подряд в Гран-при Монако[56].
  - Парламентские выборы прошли в Эфиопии[57].
- 25 мая
  - Министерство юстиции Российской Федерации внесло фонд поддержки науки «Династия» основателя «Вымпелкома» Дмитрия Зимина и «Либеральную миссию» Евгения Ясина в реестр иностранных агентов[58].
- 26 мая
  - Продолжающаяся не меньше двух недель аномальная жара в Индии стала причиной смерти сотен людей[59].
  - В поисках новых лекарств для лечения немелкоклеточного рака лёгких изучен эффект подавления метилтрансферазы EZH2. В раковых клетках из опухолей с инактивированным продуктом гена BRG1 или с гиперактивированным EGFR ингибиторы EZH2 существенно повышали чувствительность к химиотерапевтическому препарату этопозиду. Результаты работы открывают новые возможности для прецизионной терапии рака[60].
- 27 мая
  - Испанская «Севилья» выиграла Лигу Европы УЕФА, победив в финале украинский «Днепр» со счётом 3:2[61].
  - В Швейцарии по запросу США арестованы семь высокопоставленных чиновников ФИФА, в списке арестованных действующий вице-президент ФИФА Джефри Уэбб[62].
  - Военно-воздушные силы США выдали частной компании SpaceX сертификат на запуск военных и шпионских спутников[63].
- 28 мая
  - Президент России Владимир Путин подписал указ, относящий к государственной тайне сведения, которые раскрывают потери вооружённых сил в мирное время «в период проведения спецопераций»[64].
  - Треть мировой популяции сайгаков погибла в течение полумесяца, предположительно, из-за эпизоотии пастереллёза[65].
  - Правительство США встало на сторону Oracle в споре[англ.] с Google об авторских правах на интерфейсы Java в операционной системе Android[66].
- 29 мая
  - Таиланд разрешил самолётам ВВС и ВМС США использовать свои военные аэродромы для участия в совместной операции с военно-морскими и военно-воздушными силами Таиланда по поиску и спасению нелегальных мигрантов-рохинджа в Андаманском море[67].
- 30 мая
  - Министр обороны США Эштон Картер на форуме по безопасности в Азиатско-Тихоокеанском регионе заявил, что строительство Пекином рукотворных островов на спорных территориях ведёт к дестабилизации ситуации и подрывают безопасность[68].
- 31 мая
  - Самолёт на солнечных батареях «Солар Импульс-2», пилотируемый швейцарцем Андре Боршбергом, отправился в полёт через Тихий океан[69].